# Joaquim Bosch i Codina
Joaquim Bosch i Codina (18 d'agost de 1924 - 2 de Març de 2021) fou un jugador d'escacs català, soci fundador del Club Escacs Olot el 1948. Entre els anys 1966 va accedir a ser president del Club Escacs Olot. Durant la seva presidència es varen impulsar els Torneigs Internacionals a Olot amb participació de Grans Mestres d'arreu del món. El 1968, promou les classes d'escacs per a joves en edat escolar i que més tard, aquesta iniciativa portaria els escacs en hores lectives a totes les escoles d'Olot. El 1969 deixa la presidència, però continua col·laborant amb la junta del club i organitzant els torneigs internacionals d'Olot fins al 1974. En dues ocasions va guanyar el campionat absolut d'Olot i en diverses ocasions el campionat social d'Olot.
El març del 2011 l'ajuntament d'Olot, el Consell Comarcal de la Garrotxa, el Consell Esportiu i el Patronat d'Esports d'Olot varen escollir Joaquim Bosch com a candidat a la medalla de l'Esport de les comarques gironines. L'11 de juny del 2011, la Generalitat de Catalunya li va atorgar la medalla de l'esport de les comarques gironines.